# Relación de Kadowaki-Woods
La relación de Kadowaki-Woods es una razón aritmética entre la constante del término cuadrático de la resistividad ({\displaystyle A}) y la constante del término lineal de la contribución electrónica a la capacidad calorífica ({\displaystyle \gamma ^{2}}).
Se encontró que esta relación es constante para metales de transición y fermiones pesados, aunque con distintos valores.

## Historia
En 2009, Anthony Jacko, John Fjaerestad y Ben Powell demostraron que los distintos valores de esta razón pueden ser entendidos sobre la base de diferentes propiedades específicas de los materiales, como la densidad de estados y la densidad electrónica, incluso antes de que las interacciones electrón-electrón sean tomadas en cuenta.

## Simbología
| Símbolo                           | Nombre                                             | Unidad             |
| --------------------------------- | -------------------------------------------------- | ------------------ |
| {\displaystyle C_{el}(T)}         | Contribución electrónica a la capacidad calorífica | J / K              |
| {\displaystyle R_{\mathrm {KW} }} | Relación de Kadowaki-Woods                         | μΩ cm mol2 K2 / J2 |
| {\displaystyle T}                 | Temperatura absoluta                               | K                  |
| {\displaystyle \rho (T)}          | Resistividad                                       | μΩ cm              |
| {\displaystyle \rho _{0}}         | Resistividad inicial                               | μΩ cm              |
|                                   | Constantes                                         |                    |
| {\displaystyle A}                 | Constante                                          | μΩ cm / K2         |
| {\displaystyle \gamma }           | Constante                                          | J / (mol K2)       |

## Descripción
|            | 1                                                          | 2                                                          |
| ---------- | ---------------------------------------------------------- | ---------------------------------------------------------- |
| Ecuaciones | {\displaystyle \rho (T)=\rho _{0}+A\ T^{2}}                | {\displaystyle C_{el}(T)=\gamma \ T}                       |
| Extrayendo | {\displaystyle R_{\mathrm {KW} }={\frac {A}{\gamma ^{2}}}} | {\displaystyle R_{\mathrm {KW} }={\frac {A}{\gamma ^{2}}}} |

{\displaystyle R_{\mathrm {KW} }={\frac {A}{\gamma ^{2}}}}